# Suore missionarie di Maria Immacolata e di Santa Caterina da Siena
Le Suore Missionarie di Maria Immacolata e di Santa Caterina da Siena (in spagnolo Hermanas Misioneras de María Inmaculada y Santa Catalina de Sena) sono un istituto religioso femminile di diritto pontificio: i membri di questa congregazione pospongono al loro nome la sigla M.M.L. (Misioneras de la Madre Laura).

## Storia

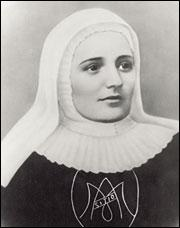
Laura di Santa Caterina da Siena, fondatrice della congregazione

La congregazione venne fondata da Maria Laura Montoya y Upeguì (1874-1949): il 4 maggio 1914 lasciò Medellín insieme a quattro compagne per svolgere opere di educazione e catechesi presso gli indios Cuna nella regione del golfo di Urabá.
Maximiliano Crespo Rivera, vescovo di Santa Fe de Antioquia, appoggiò l'iniziativa e il 16 novembre 1916 eresse la comunità in congregazione religiosa; l'istituto ricevette il pontificio decreto di lode il 23 maggio 1953 e l'approvazione definitiva della Santa Sede nel 1968.
La fondatrice, in religione madre Laura di Santa Caterina da Siena, è stata beatificata da papa Giovanni Paolo II il 25 aprile 2004 e canonizzata da Papa Francesco il 12 maggio 2013.

## Attività e diffusione
Le Missionarie di Madre Laura si dedicano all'apostolato missionario e alla catechesi.
Sono presenti nelle Americhe (Bolivia, Brasile, Cile, Colombia, Costa Rica, Cuba, Repubblica Dominicana, Guatemala, Haiti, Honduras, Ecuador, Messico, Panama, Perù, Venezuela), in Africa (Repubblica Democratica del Congo, Angola) e in Europa (Italia, Spagna): la sede generalizia è a Medellín.
Al 31 dicembre 2005 l'istituto contava 913 religiose in 159 case.